# English Chess Federation
Die English Chess Federation (Abkürzung ECF, deutsch: „Englische Schachföderation“) ist die Dachorganisation der Schachspieler in England. Sie ist Mitglied des Weltschachverbands FIDE und stellt das englische Pendant zum Deutschen Schachbund (DSB) dar. Sie hat ihren Sitz in Battle (East Sussex).
Die ECF entstand im Jahr 2005 aus der ehemaligen British Chess Federation (BCF, deutsch: „Britische Schachföderation“), die im Jahr 1904 gegründet worden war. Die BCF wiederum entstand durch Umformung der British Chess Association (BCA, deutsch: „Britischer Schachverband“), die unbefriedigend funktionierte und ursprünglich neben England auch Wales und Nordirland umfasste. Aktuell jedoch wird das Schach in Schottland, Wales, Irland und den Kanalinseln durch jeweils eigene Dachverbände organisiert, während die ECF allein für England zuständig ist.
Die ECF gibt die Schachzeitschrift Chess Moves heraus, die für Mitglieder kostenlos ist.